# Menacer 6-Game Cartridge
Menacer 6-Game Cartridge est une compilation de six mini-jeux sortie en 1992 sur Mega Drive. La cartouche est livrée avec le Sega Menacer, le pistolet optique officiel de la Mega Drive.

## Liste des jeux
- Pest Control : écraser des cafards s'attaquant à une pizza.
- Space Station Defender : repousser une invasion extraterrestre.
- Ready, Aim, Tomatoes!
- Whack Ball
- Front Line
- Rockman's Zone

## Accueil
- Mean Machines : 60 %[1]